# 齿裂毛茛
齿裂毛茛（学名：Ranunculus krylovii）为毛茛科毛茛属下的一个种。

## 扩展阅读
- 維基物種上的相關：齿裂毛茛